# Mazel Tov (película)
Mazel Tov es una película de comedia dramática argentina de 2025 dirigida por Adrián Suar. Narra la historia sobre el vínculo complicado entre cuatro hermanos que se ven afectados aún más por la muerte de su padre. Está protagonizada por Suar, Fernán Mirás, Natalie Pérez y Benjamín Rojas. La película tuvo su estreno mundial el 14 de enero de 2025 durante el Festival de Cine Judío de Miami, mientras que su estreno comercial fue el 17 de abril de 2025 en las salas de cines de Argentina.

## Sinopsis
Sigue la vida de Darío Roitman, un hombre que reside hace mucho tiempo en Estados Unidos alejado de toda su familia que vive en Argentina, sin embargo, un día decide regresar a su país natal para asistir al casamiento de su hermana Daniela y también al bat mitzva de su sobrina. Durante su regreso, Darío recibe la noticia de que su padre Salomón falleció, lo cual complica los planes de la boda de Daniela y la relación con su demás hermanos se intensifica cada vez cuando reflotan viejos conflictos del pasado y surgen nuevos como la herencia.

## Reparto
- Adrián Suar como Darío Roitman
- Fernán Mirás como Gabriel Roitman
- Natalie Pérez como Daniela Roitman
- Benjamín Rojas como Guido Roitman
- Alberto Ajaka como «Negro»
- Lorena Vega como Valeria
- Guillermo Arengo como Damián
- Esteban Bigliardi como Ariel Rosemberg
- Ariadna Asturzzi como Ingrid Rosemberg
- Lucila Mangone como Judith
- Pablo Fábregas como David González
- Aarón Palomino como Santiago Roitman
- Adriana Aizemberg como Tía Shoshi
- Rodolfo Ranni como León Rosemberg
- Uma Burcaizea Eidelman como Irina Roitman
- Lucía Luna Li como Masami

## Recepción

### Comentarios de la crítica
La película recibió críticas favorables por parte de la prensa. Juan Pablo Cinelli de Página 12 destacó que «Mazel Tov tiene entre sus virtudes la eficacia de un elenco donde todos cumplen sus roles con eficiencia, dándole al protagonista un marco seguro en el cual moverse», sin embargo, cuestionó que «Suar incurre en excesos que a esta altura deben ser considerados como deliberados y conscientes». Leonardo D'Esposito de La Nación afirmó que «es probable que Mazel Tov sea lo mejor que logró [Suar] como productor, actor y director [...] porque exuda sinceridad y su personaje [...] mira sus defectos de frente y sin pudor».
En una reseña para La Voz del Interior, Jesús Rubio escribió «Adrián Suar hay que reconocerle su gran talento para la comedia: es gracioso y sabe componer como pocos a esos personajes verborrágicos que siempre meten la pata» y cerró diciendo que «Mazel Tov está narrada con un estilo amable y clásico, y con una comicidad dramática que tiene una larga tradición en el cine argentino, además de dejar una enseñanza siempre necesaria». Pablo O. Scholz de Clarín señaló que la película se trata de «una comedia dramática que pega los giros necesarios cuando es demasiado comedia para volcarse al drama, y viceversa».

### Taquilla
En su primera semana de estreno, la película logró vender 116.329 entradas en las 292 salas de cines de Argentina donde fue estrenada, lo que la convirtió en el filme nacional más exitoso del 2025 superando a Una muerte silenciosa y 1978, y a nivel general se ubicó como la segunda películas más vista de la primera semana de abril quedando por detrás de Una película de Minecraft. Durante su segunda semana de exhibición, Mazel Tov consiguió ser vista por 65.010 espectadores, lo que aumentó su cifra a 206.944 tickets vendidos y fue nuevamente la segunda película más vista de ese periodo.